# Sebastián Navarro
Sebastián David Navarro (El Bolsón, 24 febbraio 1988) è un calciatore argentino, centrocampista dell'Agropecuario.

## Caratteristiche tecniche
È un centrocampista centrale.

## Carriera
Cresciuto nel settore giovanile del Talleres (C), ha esordito in prima squadra nel corso della stagione 2009 del Torneo Federal A. Ha disputato 55 incontri nella massima divisione argentina con le maglie di Argentinos Juniors, San Martín (SJ) ed Aldosivi.